# Krížovany, Prešov
Krížovany este o comună slovacă, aflată în districtul Prešov din regiunea Prešov. Localitatea se află la altitudinea de 403 m deasupra n.m., se întinde pe o suprafață de 9,53 km2 și în 2017 număra 374 de locuitori.

## Istoric
Localitatea Krížovany este atestată documentar din 1318.

## Demografie
| An:                | 1994 | 2004   | 2014   | 2024 |
| ------------------ | ---- | ------ | ------ | ---- |
| Număr de persoane: | 383  | 363    | 380    | 342  |
| Diferență:         |      | −5,22% | +4,68% | −10% |

| An:                | 2023 | 2024   |
| ------------------ | ---- | ------ |
| Număr de persoane: | 341  | 342    |
| Diferență:         |      | +0,29% |